# Hydroeciodes azteca
Hydroeciodes azteca là một loài bướm đêm trong họ Noctuidae.